# مونته‌مارتسینو
مونته‌مارتسینو (به ایتالیایی: Montemarzino) یک کومونه در ایتالیا است که در استان آلساندریا واقع شده‌است.

## خصوصیات
مونته‌مارتسینو ۹٫۸ کیلومترمربع مساحت و ۳۵۶ نفر جمعیت دارد.